# 姆巴区
姆巴区（發音：[ᵐba]），位于斐济西部区，是维提岛西北部的一个行政区，当地80%的居民为印度裔，姆巴省与其同名，范围包括姆巴及其附近、姆巴Tikina（斐济当地的一种行政区划，一般为几个村庄）、马格德罗。姆巴区为甘蔗种植区，所以制糖业为当地的经济支柱。代表当地的姆巴足球俱乐部是斐济最成功的足球俱乐部。
来自姆巴区的知名人士有Parmanand Singh, Sidiq Koya, R. D. Patel, Narsi Raniga, Vinod Patel, Vijay R. Singh, James Shankar Singh, Parveen Bala, Davendra Singh, Anirudh Singh和Anand Singh。
17°32′00″S 177°40′59″E / 17.5333°S 177.6830°E